# Bugle
Pour les articles homonymes, voir bugle (homonymie).

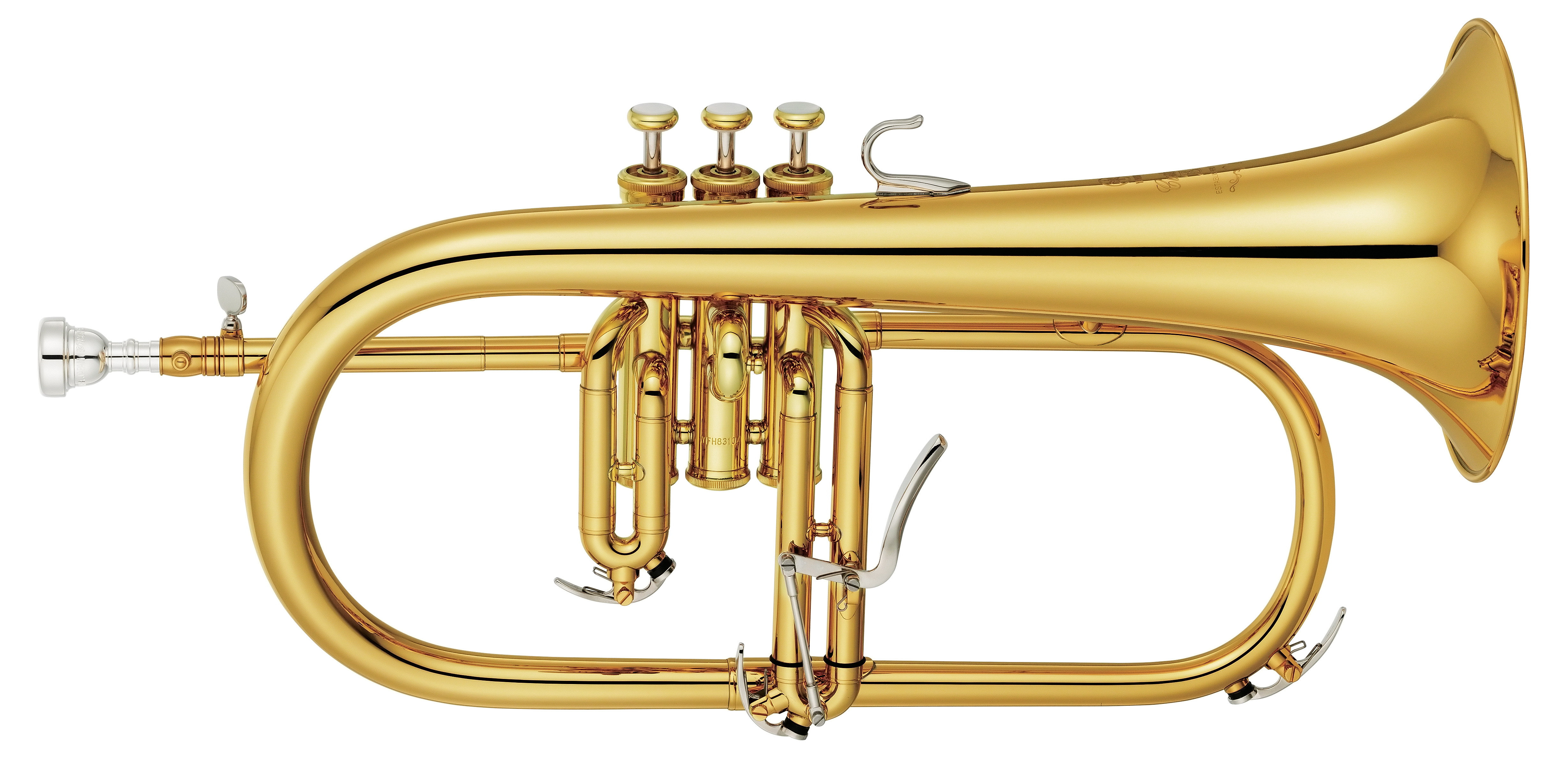
Bugle.

Le bugle (en allemand « Flügelhorn » et par extension « flugelhorn » en anglais) est un instrument de musique de la famille des cuivres, plus exactement des saxhorns mis au point par Adolphe Sax au XIXe siècle.
Le modèle courant est celui en si{\displaystyle \flat }. Il a théoriquement le même registre que la trompette en si{\displaystyle \flat } et demande l'application des mêmes doigtés. Sa perce conique, caractéristique des saxhorns, rend l'accès au registre aigu difficile, et le classe dans les « cuivres doux ». Cette conicité lui donne une réponse rapide et surtout un son très doux et très « rond ». On retrouve cet instrument dans les brass-bands, les harmonies et les fanfares où il est utilisé pour ses qualités sonores dans le grave et le médium.
Parfois, mais aujourd'hui de plus en plus rarement, un « petit bugle » en mi{\displaystyle \flat } est utilisé pour des parties aiguës en fanfare ou en harmonie. Florent Schmitt, par exemple, l'emploie dans ses Dionysiaques.

## Utilisation en musique classique
Le bugle est très rarement utilisé dans l'orchestre classique. On le trouve dans le solo de bugle de Threni d'Igor Stravinsky, dans la 9e symphonie de Vaughan Williams et dans les symphonies no 3 et no 4 de Villa-Lobos (dans les fanfares). Il est aussi utilisé en substitution dans la Symphonie nº 3 de Mahler, mais est souvent joué au cor de postillon (le bugle à palettes allemand ressemblant très fortement au cor de postillon). On le trouve aussi dans Les Pins de Rome et Les Fêtes romaines de Respighi, lorsque l'orchestre ne dispose pas de buccin. Charles Koechlin aussi l'emploie dans certaines de ses œuvres orchestrales : il y a par exemple un bugle en si{\displaystyle \flat } dans La Loi de la Jungle (opus 175), d'après Rudyard Kipling. Vincent d'Indy utilise également plusieurs bugles dans son opéra Fervaal.
Le répertoire concertant fait peu à peu son apparition, citons Aroutiounian et son Élégie pour bugle et orchestre à cordes ou encore William-Himes et le Concertino pour bugle et brass band. En musique de chambre, c'est en général dans le quintette de cuivres que le bugle fait son apparition (les trompettistes jouant de l'instrument) ; on peut aussi noter une Sonate pour cornet et piano de Maurice Emmanuel, qui peut être jouée au bugle.

## Utilisation en jazz
En jazz, le bugle est souvent utilisé comme instrument soliste, mais il est de plus souvent usité par la section de trompette en Big Band (surtout en Europe). En général, il est joué par les trompettistes, et rares sont les jazzmen qui n'utilisent que cet instrument.

## Quelques jazzmen utilisant le bugle
- Chet Baker
- Marvin Stamm, notamment dans Uncle Albert/Admiral Halsey de Paul McCartney
- Guido Basso (en)
- Stéphane Belmondo
- Miles Davis
- Art Farmer
- Paolo Fresu
- Tom Harrell
- Wilbur Harden
- Eddie Henderson
- Roy Hargrove
- Chuck Mangione
- Hugh Masekela
- Michel Marre
- Clark Terry
- Derek Watkins
- Kenny Wheeler
- Freddie Hubbard
- Ibrahim Maalouf
- Till Brönner
- Grégory Houben
- Franck Guicherd
- Freddy Buzon

- Alan Shorter
- Bert Joris
- Enrico Rava
- Airelle Besson

## Quelques musiciens classiques utilisant le bugle
- Sergueï Nakariakov
- Clément Saunier
- Romain Leleu

## Faux amis
L'instrument appelé bugle en anglais et décrit dans la Wikipédia en anglais est, contrairement à celui décrit ici, un instrument sans pistons ni clés ni coulisse ni quoi que ce soit, à part les lèvres et le souffle de l'instrumentiste, pour faire varier la hauteur du son. Il s'agit d'un clairon. Tous les « appels » militaires écrits pour cet instrument utilisent donc les cinq mêmes notes, p.ex. pour un instrument en si♭, les notes (du grave à l'aigu) si♭ - fa - si♭ - ré - fa.